# Jana Mlakar
za druge osebe glej Jana Mlakar (razločitev)
Jana Mlakar, slovenska smučarska tekačica, * 11. maj 1962, Jesenice.
Jana Mlakar je za Jugoslavijo nastopila na Zimskih olimpijskih igrah 1984 v Sarajevu, kjer je osvojila 10. mesto v štafeti 4 X 5 km, 30. mesto na 10 km in 34. mesto na 5 km.